# راغودة أهوازية
راغودة أهوازية (الاسم العلمي: Rhagodes ahwazensis) هي نوع من العنكبوتيات يتبع جنس الراغودة من الفصيلة الراغودية.